# Takifugu bimaculatus
 Takifugu bimaculatus és una espècie de peix de la família dels tetraodòntids i de l'ordre dels tetraodontiformes.

## Morfologia
- Els mascles poden assolir 30 cm de longitud total.[4][5]

## Hàbitat
És un peix marí i de clima subtropical.

## Distribució geogràfica
Es troba a Àsia: el Mar Groc i el mar de la Xina Oriental.

## Observacions
- Les gònades, la sang, la pell, la carn i el fetge són tòxics, per la qual cosa no es pot menjar, ja que és verinós per als humans.[8][4]